# Levidorum pori
Levidorum pori är en ringmaskart som först beskrevs av Ben-Eliahu 1977.  Levidorum pori ingår i släktet Levidorum och familjen Levidoridae. Inga underarter finns listade i Catalogue of Life.